# جان دونالد کلی
جان دونالد کلی (انگلیسی: John Kelly؛ ۱۳ ژوئیه ۱۸۷۱ – ۴ نوامبر ۱۹۳۶ (۶۵ ساله)) افسر نیروی دریایی پادشاهی بریتانیا بود. او در جنگ جهانی اول به عنوان فرمانده رزم‌ناو دوبلین خدمت کرد که نزدیک بود رزم‌ناو جنگی آلمانی اس‌ام‌اس گوبن را رهگیری کند. پس از جنگ، او مسئولیت یک نیروی دریایی را که برای تقویت ناوگان مدیترانه در طول بحران چاناک اعزام شده بود، بر عهده گرفت. کلی، که به خاطر مهارتش در امور پرسنلی شناخته می‌شد، پس از خدمت به عنوان لرد چهارم دریا و سپس فرمانده اسکادران اول نبرد، پس از شورش اینورگوردون از او خواسته شد تا فرماندهی ناوگان اقیانوس اطلس را بر عهده بگیرد. او به سرعت نظم و انضباط را برقرار کرد و گزارشی منتشر کرد که در وهله اول بسیار انتقادی از نحوه برخورد هیئت دریاسالاری با موضوع کاهش حقوق بود. او سپس فرمانده کل قوا، پورتسموث، شد.